# Marc Almert

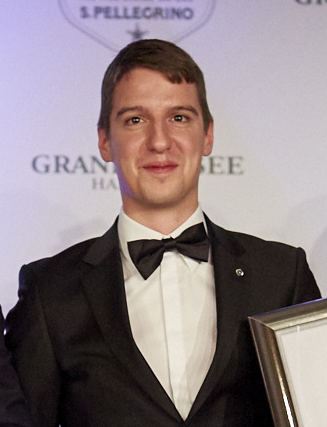
Marc Almert

Marc Almert (* 1991 in Köln) ist ein deutscher Sommelier. Er gewann am 15. März 2019 nach Markus Del Monego als zweiter Deutscher die Weltmeisterschaft der Association de la Sommellerie Internationale (ASI) im Koningin Elisabethzaal in Antwerpen.

## Werdegang
Er machte sein International Baccalaureate an der St. George’s School, um im Anschluss eine Ausbildung zum Hotelfachwirt und Barmixer zu bestehen. In dieser Zeit entdeckte er seine Liebe zum Wein. Ab 2012 arbeitete er als Junior-Sommelier im Restaurant Ente des Hotel Nassauer Hof Wiesbaden sowie ins Brenner’s Park-Hotel Baden-Baden, um zwei Jahre später ins 2-Sterne-Restaurant Haerlin des Fairmont Hotel Vier Jahreszeiten in Hamburg zu wechseln. 2015 legte er die Prüfung als Certified Sommelier beim Court of Master Sommeliers ab und gewann zusätzlich die nationale Auszeichnung des Jungsommeliers Cup, der durch die Chaîne des Rôtisseurs Deutschland vergeben wird. Seit Januar 2017 ist er Sommelier im Baur au Lac in Zürich.

## Wettbewerbe
Sommelier-Trophy - Bester Sommelier Deutschlands
November 2017: Qualifikation als Teilnehmer der Sommelier-Union Deutschland für die ASI-Sommelier-Weltmeisterschaft 2019
ASI - Association de la Sommellerie Internationale
März 2019: Unter 66 Kandidaten aus 63 Ländern setzte er sich im Finale gegen Nina Højgaard Jensen aus Dänemark und Raimonds Tomsons aus Lettland durch.
Wines of South Africa (WOSA)
September 2019: Die Plätze zwei und drei belegten Nathan Morrell aus Kanada und Joe Yang aus Macau.